# Nuussuaq (Avannaata)
Nuussuaq (Deens: Kraulshavn) is een vissersdorp in Groenland, gelegen ten noorden van de plaats Upernavik in de gemeente Avannaata. Er is een kerk, aanlegsteiger en supermarkt. Air Greenland onderhoudt twee- à driemaal per week een vliegdienst per helikopter naar Upernavik, soms via Kullorsuaq.
De vestiging ontstond in 1923 als een handelspost, en groeide na de Tweede Wereldoorlog in omvang toen jagers en vissers uit gehuchten in de omgeving naar grotere plaatsen trokken als Nuussuaq en het nog noordelijker gelegen Kullorsuaq. Tegenwoordig is Nuussuaq een van de meest traditionele jagers- en vissersdorpen van Groenland, met een vrij stabiele bevolkingsomvang.

## Geschiedenis

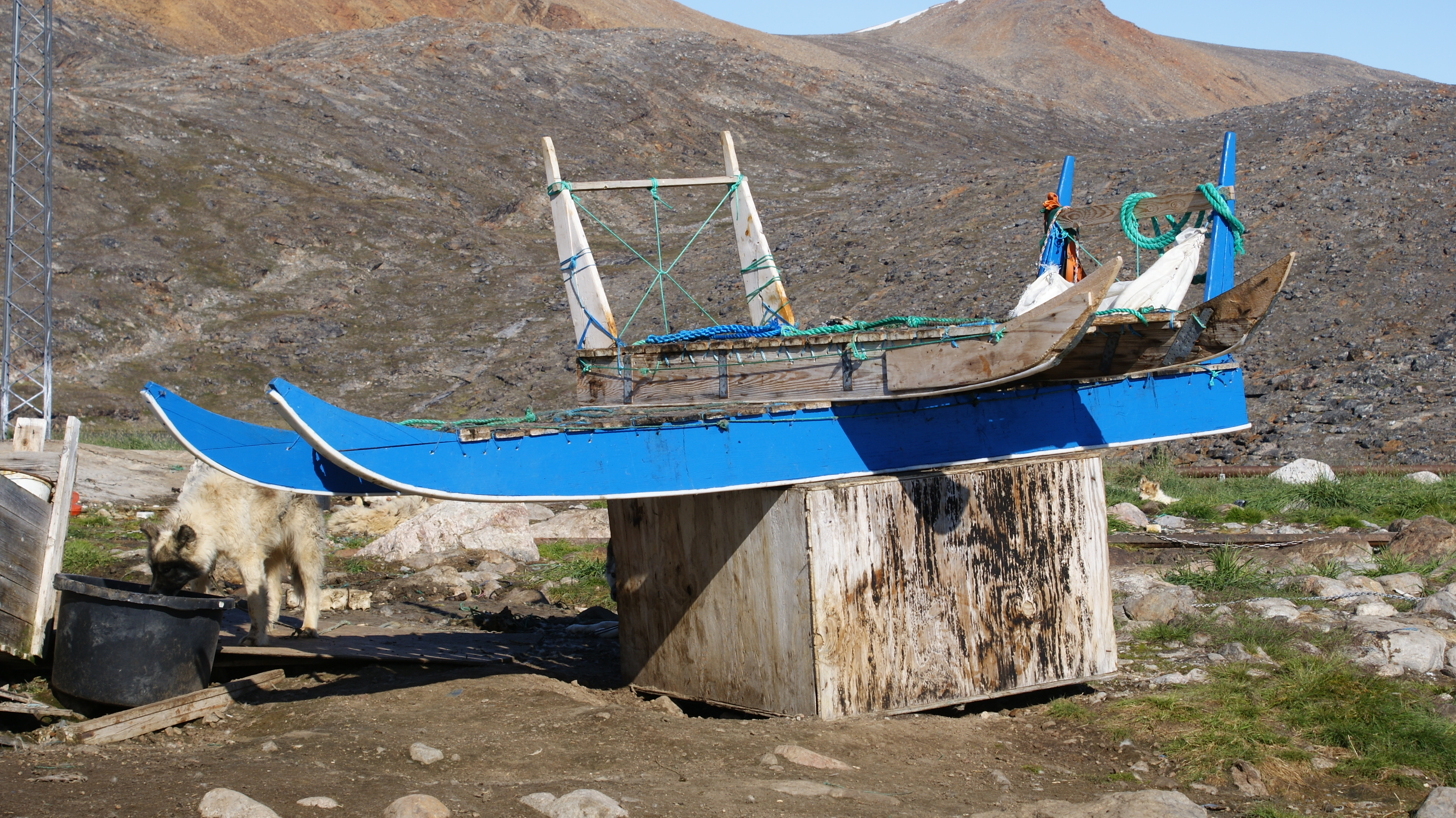
Hondensleden zijn in de winter nog altijd een transportmiddel

### Prehistorie
De eilanden bij Upernavik horen tot de vroegst bewoonde gebieden van Groenland; de eerste migranten arriveerden ongeveer 2000 jaar voor Christus. Alle migraties van de Inuit in zuidelijke richting kwamen door dit gebied en lieten een spoor van archeologische vindplaatsen achter. De vroege Saqqaqcultuur nam ongeveer rond 1000 v.Chr. in betekenis af, gevolgd door migranten van de Dorsetcultuur, die zich langs de kusten van de Baffinbaai verspreidden, tot ze werden vervangen door de Thulecultuur in de 13e en 14e eeuw. De eilanden zijn sindsdien continu bewoond.

### 20e eeuw
Nuussuaq werd in 1923 gesticht als een handelspost, tijdens de noordwaartse migratie van Groenlanders vanuit Upernavik. Eerst werd de plaats bevolkt door jagers uit de nu verlaten plekken in de regio, die soms minder dan 10 inwoners hadden. Sommigen van hen trokken later weer verder naar het noorden, naar Kullorsuaq nabij de Melvillebaai. Daar vormden de beperkingen van de onbewoonbare kust een natuurlijke barrière tegen verdere expansie.
Tussen 1930 en 1960 werd de consolidatie in noordwest-Groenland gestimuleerd door de Deense koloniale autoriteiten via Royal Greenland, dat in Groenland een handelsmonopolie had. De overeenkomst tussen de jagersfamilies en RG beperkte de noordwaartse verplaatsing tot de jaren 1950, toen de bevolking van kleinere vestigingen de grotere gemeenschappen versterkten in Nuussuaq en Kullorsuaq. Beide plaatsen zijn nogal traditionele jagers- en vissersdorpen gebleven.

## Geografie

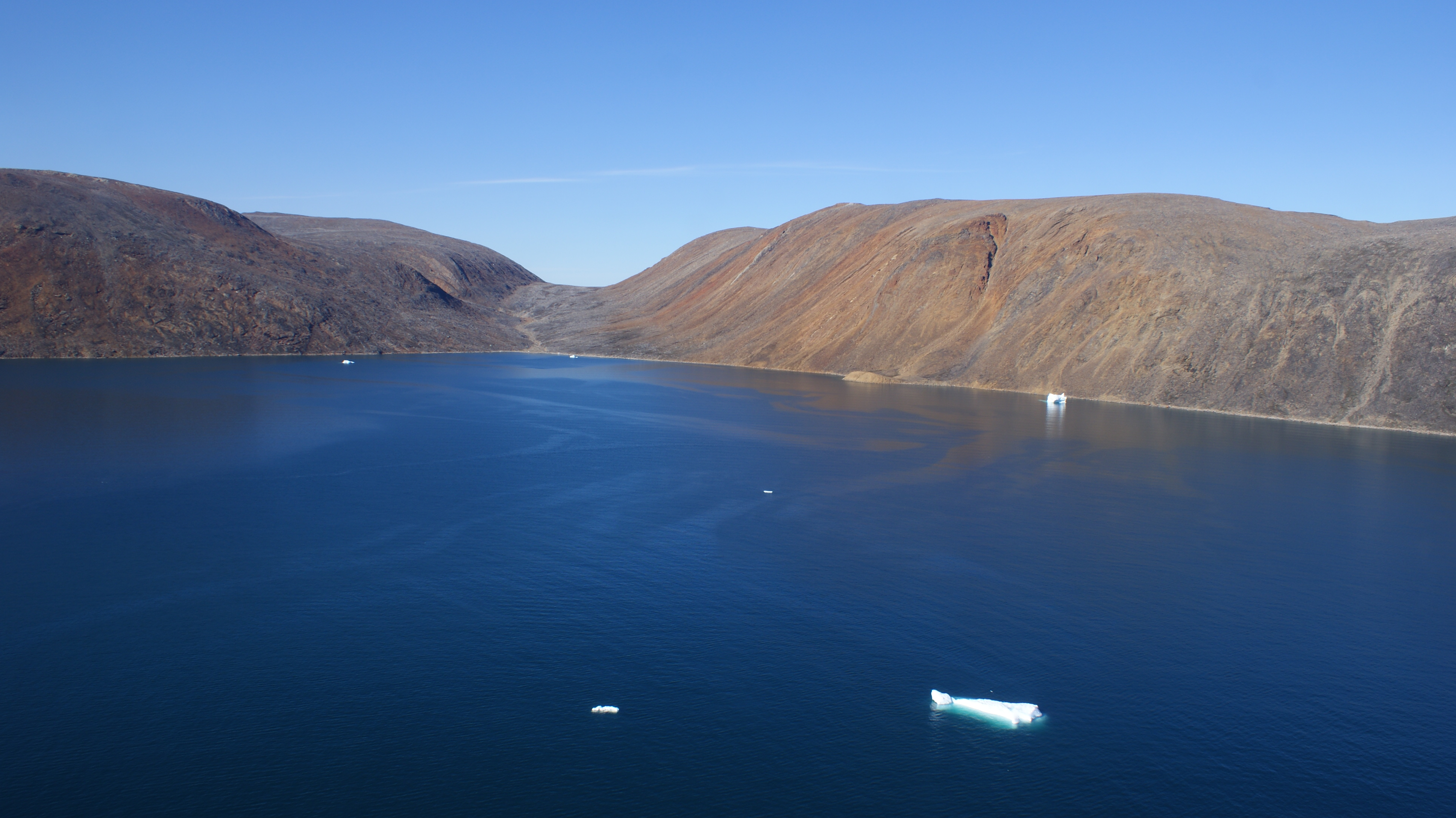
Nuussuaq's inlet van Sugar Loaf Bay

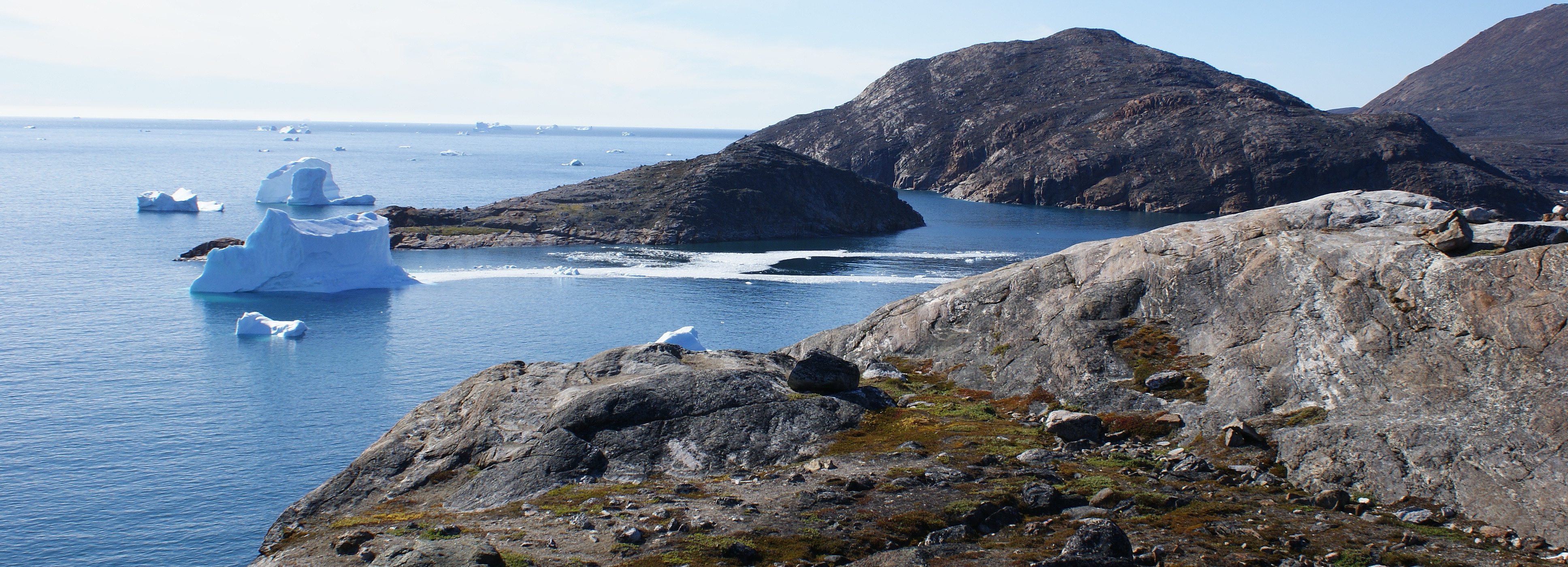
Inlet van Sugar Loaf Bay

Nuussuaq ligt in het noordelijk deel van de Upernavik-archipel, een reeks kleine eilanden aan de noordoostkant van de Baffinbaai. De plaats ligt ongeveer 800 km ten noorden van de poolcirkel. Nuussuaq is de enige vestiging op het vasteland tussen Ukkusissat en Pituffik bij Thule Air Base. Alle andere vestigingen liggen op een eiland.
Door rotsformaties tot in zee heeft Nuussuaq een natuurlijke haven die beschermd is tegen het open water van de Baffinbaai, een beslissende factor bij de stichting van de vestiging. Andere gunstige vestigingsfactoren waren: de aanwezigheid van twee zoetwatermeren aan de oostkant van het dorp, en het feit dat de zuidkust van het Nuussuaq-schiereiland in de winter beschut is tegen noordelijke winden. De korte afstand tot de westpunt van het schiereiland (6,8 km) maakt dat het vrij dicht bij de oude zeeroute van Upernavik naar Kullorsuaq in Melville Bay ligt.

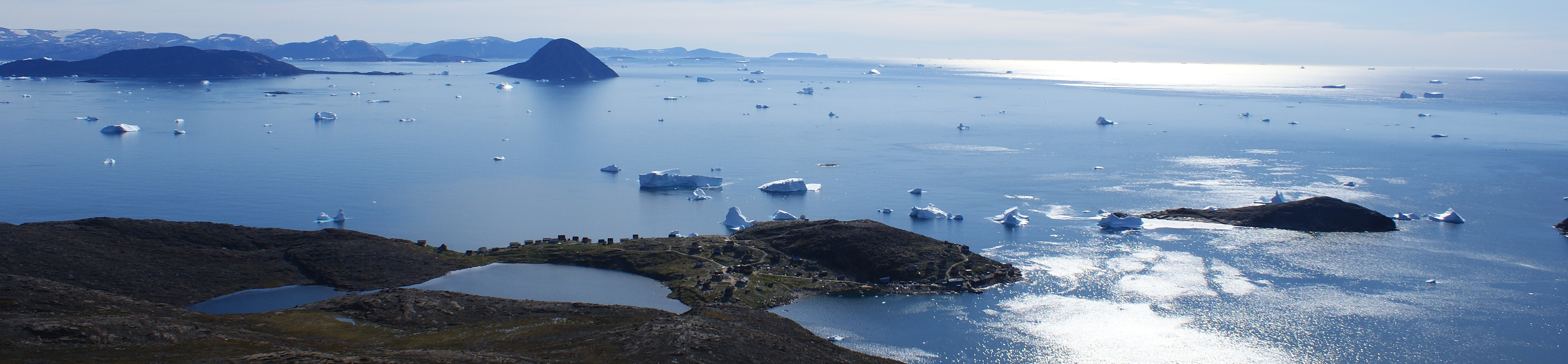
Sugar Loaf Bay gezien vanaf het Nuussuaq-schiereiland. Dorp op voorgrond met zoetwatermeer links ervan; de Baffinbaai rechts.

## Economie

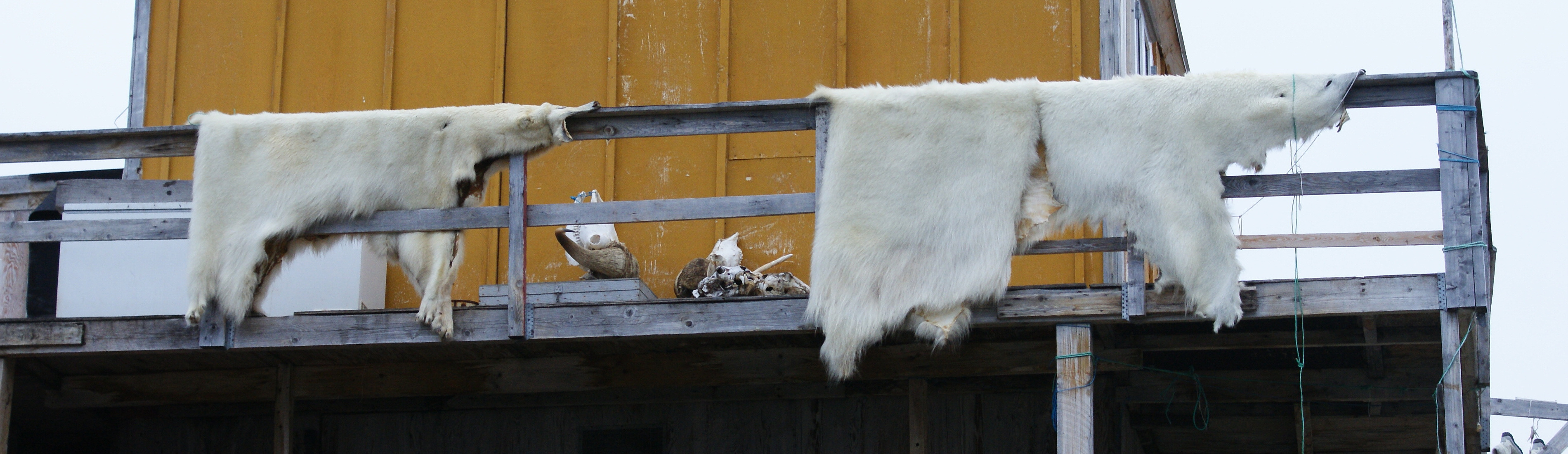
Huis van jager met drogende ijsbeerhuiden

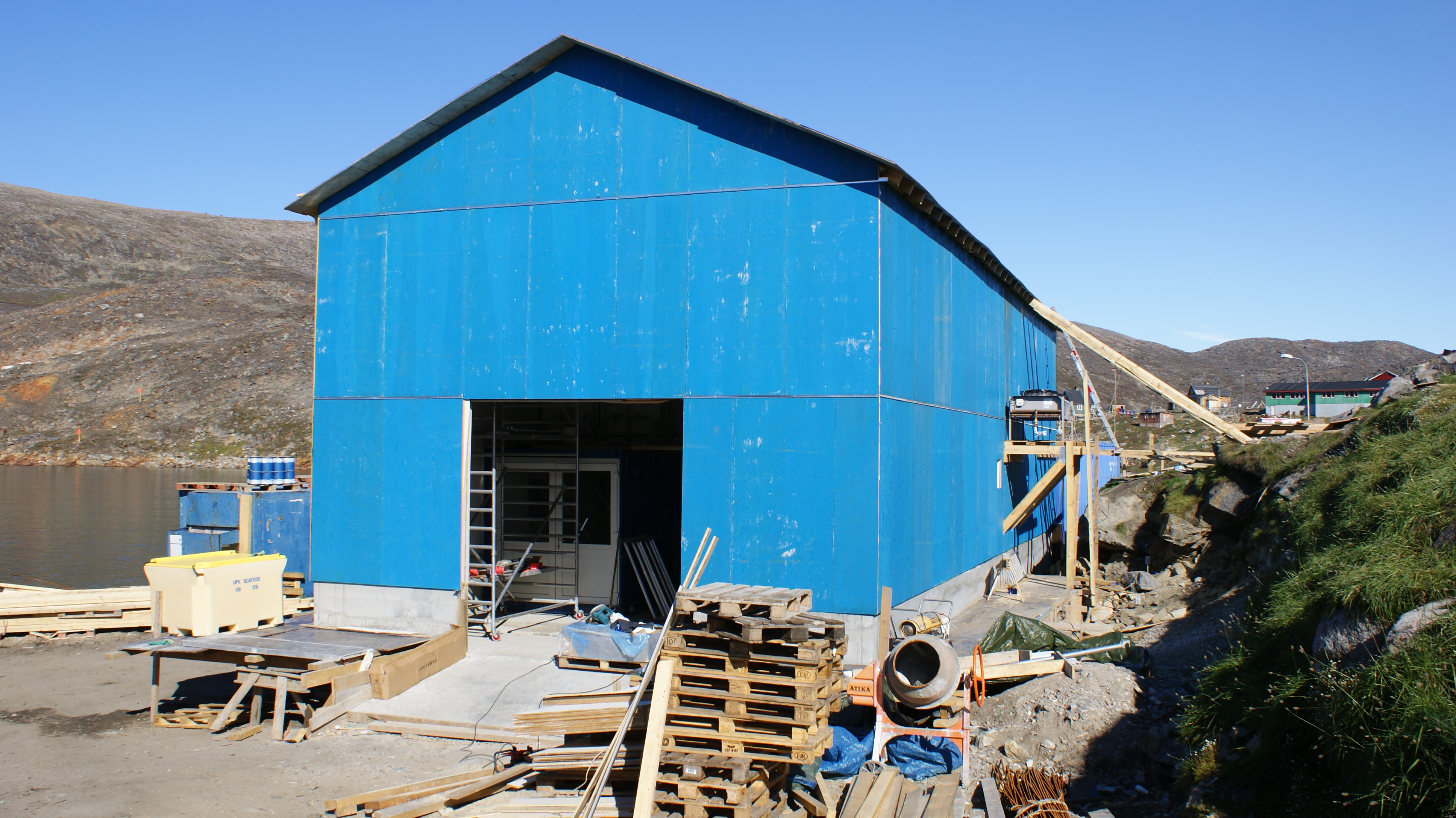
Visfabriek

Jagen en vissen zijn de belangrijkste activiteiten. Het inkomen in deze archipel behoort tot de laagste van Groenland, Nuussuaq staat op de lijst van 10 armste dorpen.
Op 28 augustus 2010 werd een visfabriek geopend in Nuussuaq, waarmee het totaal van deze soort bedrijven in de regio Upernavik op 9 komt. Naast het warenhuis van Pilersuisoq is dit het tweede bedrijf in het dorp.

## Transport
Air Greenland voert onder overheidscontract tweemaal per week helikoptervluchten uit naar Kullorsuaq en Upernavik.

## Bevolking
In 2006 had Nuussuaq een hoogste aantal van 226 inwoners. De bevolking was de laatste 20 jaar van de 20e eeuw langzaam toegenomen, net als in naburig Kullorsuaq. Na 2006 is het aantal inwoners iets afgenomen, in 2018 waren het er 186.